# C.H. Billbergs Pianofabrik

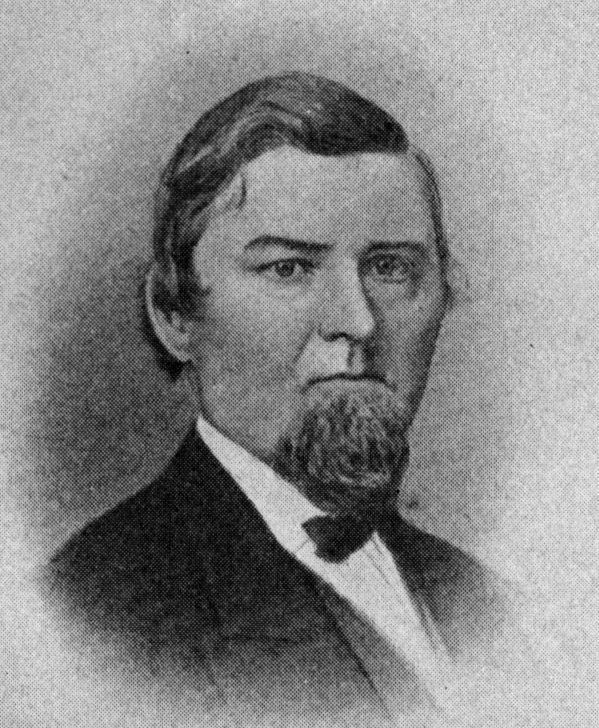
Grundaren Christian Håkan Billberg

C.H. Billbergs Pianofabrik var ett företag grundat 1868 som tillverkade pianon i Göteborg. Firman övertogs 1928 av J.G. Malmsjös Pianofabrik.

## Historia
Företaget grundades den 27 november 1868 av Christian Håkan Billberg (1825-1879). Han var född i Billeberga och utlärd snickare och flyttade 1846 till Göteborg, där han fick plats vid den nystartade J.G. Malmsjös Pianofabrik som instrumentmakare. Efter att ha arbetat där i åtta år reste han till New York och fick anställning hos de stora pianofabrikanterna Steinway & Sons, Wallace Pianoforte Co och Chichring. Han återkom 1858 till Sverige med nya idéer och modeller och anställdes igen hos J.G. Malmsjö. 
Billberg var under en tid bolagsman med Malmsjö och firman bytte då namn till J.G. Malmsjö & C:o. men 1868 grundade han sitt eget företag C.H. Billbergs Pianofabrik. Han framställde goda produkter, men var ingen rutinerad affärsman och konkurrensen från importerade billiga instrument blev honom övermäktig. Han råkade i ekonomiska svårigheter och avled 1879. Hustrun fortsatte driften en tid men gjorde 1886 konkurs. 
Fabriken inlöstes och rekonstruerades av affärsmannen Wilhelm Nilsson, som sedan fick hjälp med lönsamheten av tullar införda 1888, vilka begränsade främst importen från Tyskland. Fabriken ingick från 1916 i AB Förenade Piano- och Orgelfabriker och överfördes till Malmsjö 1928.

## Priser
Företaget erhöll åtskilliga priser, bland annat Silvermedalj i Stockholm 1897.